# Puig de la Cendrosa
El Puig de la Cendrosa és una muntanya de 332 metres que es troba al municipi de Calonge, a la comarca catalana del Baix Empordà. Al cim podem trobar-hi un vèrtex geodèsic (referència 311096001). La Riera del Tinar neix al vessant meridional del munt.